# Dongfeng Aeolus Yixuan
La Dongfeng Aeolus Yixuan (codice D53) è un'autovettura prodotta dalla casa automobilistica cinese Dongfeng Motor Corporation dal 2019.

## Storia
Anticipata dalla concept car Aeolus eπ esposta nel 2018, l'Aeolus Yixuan ha debuttato al Shanghai Auto Show 2019 ed entra in produzione nel settembre del 2019. Frutto del progetto Dongfeng D53 durato 4 anni, la vettura è stata sviluppata insieme al gruppo francese PSA, storico partner della Dongfeng, e utilizza la nuova piattaforma di base modulare denominata CMP che ha esordito sui modelli francesi DS 3 Crossback e Peugeot 208.
La Yixuan è la prima vettura del nuovo corso sia stilistico che ingegneristico del marchio Aeolus, il brand principale del gruppo Dongfeng che commercializza tutte le autovetture in proprio (e non tramite joint venture); si tratta di una berlina di tipo fastback a cinque porte di segmento C e a differenza delle cugine francesi utilizza la versione a passo lungo del pianale CMP.  
Possiede una gamma motori composta da un tre cilindri turbo da 1.0 litro erogante 125 cavalli e 196 N·m di coppia massima e un quattro cilindri turbo da 1.5 litri erogante 147 cavalli e una coppia massima di 230 N·m. 
La carrozzeria è lunga 4,66 metri, il pianale utilizza sospensioni anteriori di tipo indipendenti MacPherson mentre al posteriore viene utilizzata una sospensione a ruote interconnesse con ponte torcente. 
È anche la prima vettura della Dongfeng ad adottare i sistemi di assistenza alla guida di livello 2 che comprendono parcheggio automatico, avviso di collisione anteriore, frenata automatica in caso di pedone o ostacolo, cruise control adattivo, mantenimento corsia, riconoscimento segnali stradale e limitatore di velocità. Internamente tutti i modelli possiedono una strumentazione LCD da 7 pollici e un sistema di infotainment WindCloud centrale con display da 10 pollici touchscreen che integra i comandi di autoradio, navigatore e climatizzatore.